# 郝本
郝本（1454年—？），字立夫，山西太原府陽曲縣人，民籍，明朝政治人物。

## 生平
山西鄉試第四十三名。成化二十三年（1487年），登丁未科三甲第一百六十名進士。歷官直隸樂亭縣知縣，升涿州知州。

## 家族
曾祖郝玘；祖父郝鍈；父郝驥，儀賓。母五臺郡君。慈侍下。弟郝棆（贡士）；郝楷。